# کره (فیلم لوینسون ۱۹۹۸)
کُره (به انگلیسی: Sphere) فیلمی محصول سال ۱۹۹۸ و به کارگردانی بری لوینسون است. در این فیلم بازیگرانی همچون داستین هافمن، شارون استون، ساموئل ال. جکسون، لیو شرایبر، پیتر کایوتی، کویین لطیفه، هوی لویس، جیمز پیکنز جونیور و رالف تاباکین ایفای نقش کرده‌اند.